# Свети Силвестър (празник)
Свети Силвестър, наричан също Свети Силвестри, е християнски празник, посветен на Силвестър I, епископ на Рим, в периода (314 – 335 г.) Празнува се на 2 януари. От католиците се празнува на 31 декември.
Наричан и Карамановден, Волски празник, Риначовден, Силвестри, Силвестровден. В Западните Родопи наричат деня Сполезов ден.
Имен ден на Силвестър, Силвена, Силвия, Силвана, Силвина, Сребрен, Сребрина, Горан, Горица, Пламен и Пламена. Името на светеца идва от латинската дума за гора.

## Ритуали
В българската фолклорна традиция празникът се свързва с впрегатния добитък, най-вече воловете и биволите.
Обичаят има очистителен характер и е характерен с обредно почистване на оборите: изриване на тора (естествен тор, изпражнения на добитъка), който не е изхвътлян от Коледа.
В нощта срещу празника се образуват дружини от риначи на тор, от по няколко души, основно – момци (млади ергени), които са коледували, но в числото им може да има женени мъже. Те обикалят домовете, в които има едър впрегатен добитък. В някой села риначите чистят оборите само на семействата, в които има моми. Стопаните държат отключени портите, връзват кучетата, за да не лаят, когато дойдат риначите.
В обора стопаните оставят пита, месо и вино за дружината. Мъжете почистват обора, взимат каквото са им оставили и си тръгват, без да се обадят. Докато риначите чистят, никой от стопаните не трябва да излиза навън и да се обажда, защото е на лошо.
На самия ден на празника често се слага трапеза за риначите, особено в къши, където има мома за женене.
Обичаите по празника имат и своеобразен сватбено-любовен характер. Сред подаръците за риначите, момиче от къщата, в която ще ринат може да постави специален подарък за любимия си, най-често – пешкир. Същевременно отхвърлените и обидени ухажори, понякога си отмъщават на момите, като вместо да чистят торта, добавят още. Това може много да навреди на репутацията на девойка, за която се разбере, че тези действия са свързани с нея – бащата бърза „да изчисти срама“ още преди да е съмнало.
На другия ден риначите може да бъдат поканени на гости от стопанина, на когото са ринали. Специално в Западните Родопи, стопаните гледат кой пръв ще влезе в къщата. Гостът трябва да е добър и заможен човек, вярвайки че това ще се отрази и върху успеха през годината. На трапезата не се слагат свинско месо и сланина, за да бъдат здрави животните.
Празникът завършва с голямо хоро на мегдана – централния площад на селището.